# Сетубал (окръг)
Вижте пояснителната страница за други значения на Сетубал.
Сетубал е един от 18-те окръга на Португалия. Площта му е 5212 квадратни километра, а населението – 853 803 души (по приблизителна оценка от декември 2019 г.). Разделен е допълнително на 13 общини, които са разделени на 82 енории. Административен център е град Сетубал.